# Књижевни сусрети Милици у походе

Књижевни сусрети Милици у походе је књижевна меморијална манифестација посвећена песникињи Милици Стојадиновић Српкињи, која се од 1974. године одржава у Новом Саду и насељима Буковац (где се родила) и Врдник (где је живела).

## Историјат
Организатор манифестације је Културни центар Војводине Милош Црњански (претходни назив: Завод за културу Војводине), а домаћини су Библиотека и ОШ „Милица Стојадиновић Српкиња” из Врдника.
У оквиру манифестације која се одржава од 1994. године, установљена је књижевна награда Милица Стојадиновић Српкиња, коју су, између осталих, добили еминентни књижевни ствараоци. У циљу остварења и јачања родне равноправности, кад су у питању књижевна признања, Књижевна награда „Милица Стојадиновић Српкиња“, додељује се, од 2009. године, само песникињама. Културни центар Војводине „Милош Црњански“, по Правилнику о додели ове књижевне награде, расписује Конкурс, а о најбољој збирки поезије одлучује жири стручњака који чине еминентни књижевни критичари. Од када су промењене пропозиције, од 2009. године, Награду су добиле наше познате песникиње. Оне су, уз новчани део награде, оствариле право да нову збирку поезије, или избор из поезије, објаве у Едицији Културног центра Војводине „Милош Црњански“ „Добитнице књижевне награде Милица Стојадиновић Српкиња“.
Циљ манифестације је очување и неговање сећања на уметничко дело, живот и рад једне од првих српских песникиња. У програмима учествује више десетина песника, ликовних, музичких и драмских уметника, ученици и наставници основних школа. Манифестацију чине изложбе, уметнички програми, књижевне вечери, обиласци манастира и песникињине куће. У оквиру програма додељује се и награда за књижевни опус на српском језику и објављује Зборник сусрета.
Манифестација „Милици у походе“ организује се у просторијама Културног центра Војводине „Милош Црњански“ у октобру месецу текуће године. На свечаности се уручује Књижевна награда „Милица Стојадиновић Српкиња“, представља се лауреаткиња и њен целокупни опус као и награђена збирка поезије. Такође, у оквиру Манифестације се организује и промоција збирке поезије прошлогодишње лауреаткиње коју Културни центар Војводине „Милош Црњански“ објављује у едицији „Добитница књижевне награде Милица Стојадиновић Српкиња“ у оквиру издавачке делатности Културног центра Војводине „Милош Црњански“.